# Halál a Níluson (film, 2022)
A Halál a Níluson (eredeti cím: Death on the Nile) 2022-ben bemutatott brit–amerikai bűnügyi thriller, melyet Kenneth Branagh rendezett és Michael Green írt Agatha Christie 1937-es, azonos című regénye alapján. A Branagh, Ridley Scott, Simon Kinberg, Judy Hofflund, Mark Gordon és Kevin J. Walsh által készített film a 2017-es Gyilkosság az Orient expresszen folytatása, a főszerepben Branagh, Tom Bateman, Annette Bening, Russell Brand, Ali Fazal, Dawn French, Gal Gadot, Armie Hammer, Rose Leslie, Emma Mackey, Sophie Okonedo, Jennifer Saunders és Letitia Wright látható.
A filmet az Amerikai Egyesült Államokban 2022. február 11-én a 20th Century Studios, míg Magyarországon pedig egy nappal korábban február 10-én mutatták be a mozikban a Fórum Hungary forgalmazásában. Az eredeti, 2020. októberi megjelenési dátum óta a Covid19-világjárvány miatt többször elhalasztották a bemutatót.

## Rövid történet
Hercule Poirot-t azzal bízzák meg, hogy találjon meg egy gyilkost, miközben ő Egyiptomban nyaral.

## Cselekmény
Valaki meggyilkolja a befolyásos és szép Linnet Doyle-t. Poriot-t bízzák meg az ügy felderítésével.

## Szereplők
| Szerep                           | Színész           | Magyar hang        | Leírás                                               |
| -------------------------------- | ----------------- | ------------------ | ---------------------------------------------------- |
| Hercule Poirot                   | Kenneth Branagh   | Csankó Zoltán      | Világhírű magándetektív, aki egykor rendőr volt.     |
| Bouc                             | Tom Bateman       | Miller Zoltán      | Poirot barátja és bizalmasa, valamint Euphemia fia.  |
| Euphemia Bouc                    | Annette Bening    | Tóth Enikő         | Neves festő és Bouc édesanyja.                       |
| Linus Windlesham                 | Russell Brand     | Posta Victor       | Arisztokrata orvos és Linnet egykori vőlegénye.      |
| Andrew Katchadourian             | Ali Fazal         | Nagy Dániel Viktor | Linnet unokatestvére és ügyvédje.                    |
| Linnet Ridgeway-Doyle            | Gal Gadot         | Horváth Lili       | Simon felesége és Jacqueline egykori barátja.        |
| Simon Doyle                      | Armie Hammer      | Zámbori Soma       | Linnet férje és Jacqueline egykori szeretője.        |
| Louise Bourget                   | Rose Leslie       | Ruttkay Laura      | Linnet szobalánya.                                   |
| Jacqueline "Jackie" de Bellefort | Emma Mackey       | Dobó Enikő         | Linnet egykori barátja és Simon egykori szeretője.   |
| Salome Otterbourne               | Sophie Okonedo    | Radó Denise        | dzsesszénekes, Rosalie nagynénje.                    |
| Marie Van Schuyler               | Jennifer Saunders | Takács Katalin     | Linnet keresztanyja.                                 |
| Mrs. Bowers                      | Dawn French       | Zsurzs Kati        | Marie Van Schuyler ápolója.                          |
| Rosalie Otterbourne              | Letitia Wright    | Törőcsik Franciska | Salome unokahúga, valamint Linnet régi osztálytársa. |
| Katherine                        | Susannah Fielding | Andrusko Marcella  | Poirot elhunyt szeretője.                            |
| Mahmoud kapitány                 | Naveed Khan       | Láng Balázs        | A hajó kapitánya.                                    |
| Monsieur Blondin                 | Rick Warden       | Dolmány Attila     |                                                      |

### Magyar változat
- Magyar szöveg: Pataricza Eszter
- Felvevő hangmérnök: Jacsó Bence
- Vágó: Simkóné Varga Erzsébet
- Gyártásvezető: Kincses Tamás
- Szinkronrendező: Tabák Kata
- Produkciós vezető: Hagen Péter

A szinkront a Disney Character Voices International megbízásából a Mafilm Audio Kft. készítette.

## Bemutató
Miután a Covid-19 világjárvány és egyéb problémák miatt többször elhalasztották, a Halál a Níluson 2022. február 11-én került az Amerikai Egyesült Államok mozijaiba a Walt Disney Studios Motion Pictures kiadásában, a 20th Century Studios kiadó forgalmazásában.

## Jövő
Az Associated Pressnek 2017 decemberében adott interjújában Branagh arról beszélt, hogy a Halál a Níluson adaptációját úgy dolgozza ki, hogy további filmek is követhetik, és ezzel egy új „filmes univerzumot” hozhat létre a Christie-filmekből.

## Fordítás
- Ez a szócikk részben vagy egészben  a   Death on the Nile (2022 film) című angol Wikipédia-szócikk fordításán alapul.  Az eredeti cikk szerkesztőit annak laptörténete sorolja fel. Ez a jelzés csupán a megfogalmazás eredetét és a szerzői jogokat jelzi, nem szolgál a cikkben szereplő információk forrásmegjelöléseként.